# Nato (plaats)
Nato is een plaats en gemeente in Madagaskar gelegen in het district Vohipeno van de regio Vatovavy-Fitovinany. Er woonden bij de volkstelling in 2001 ongeveer 9000 mensen.
In de plaats is alleen basisonderwijs beschikbaar. 98% van de bevolking is landbouwer en 1% houdt zich bezig met veeteelt. Het belangrijkste gewas is rijst en koffie, maar er wordt ook lychees en cassave verbouwd. 0,5% van de bevolking is werkzaam in de dienstensector en de overige 0,5% voorziet in zijn levensbehoefte via de visserij.